# Skåtøy
Skåtøy  is een eiland in de provincie Vestfold og Telemark in het zuiden van Noorwegen. Het is het grootste eiland in de provincie Telemark en maakt sinds 1960 deel uit van de gemeente Kragerø. Naast een aantal huizen voor de ongeveer 250 inwoners herbergt het eiland tientallen hutten. 

## Kerk
Het eiland heeft een vrij forse kerk uit 1862. Het houten gebouw biedt plaats aan ruim 800 mensen en was tot de jaren zestig de belangrijkste kerk in de regio.

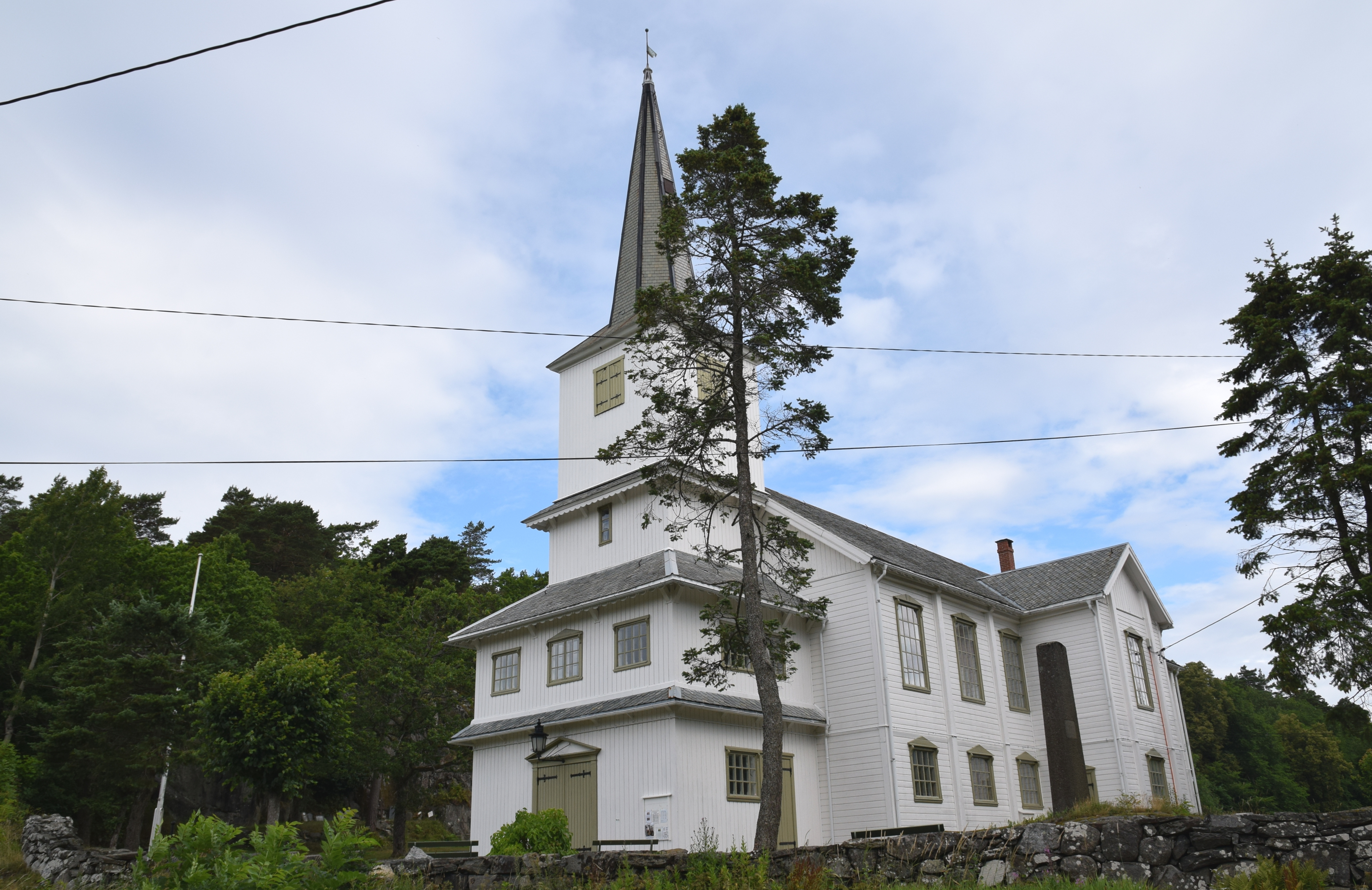